# Gordon (Nebraska)
Gordon è un comune degli Stati Uniti d'America, situato in Nebraska, nella contea di Sheridan.